# Tășnad
Tășnad (Tasnád en hongrois, Trestenberg en allemand) est une ville roumaine du județ de Satu Mare, dans la région historique de Transylvanie et dans la région de développement du Nord-ouest.

## Géographie
La ville de Tășnad est située dans le sud du județ, au point de contact entre la plaine et les collines de la Crasna, à 26 km au sud-est de Carei et à 55 km au sud de Satu Mare, le chef-lieu du județ.
La municipalité est composée de la ville de Tășnad elle-même et des villages suivants (population en 2002) :
- Tășnad (7 495) ;
- Blaja (241) ;
- Cig (489) ;
- Rațiu (38) ;
- Sărăuad (1 049) ;
- Valea Morii (216).

## Histoire
La première mention écrite du village de Tășnad date de 1246 sous le nom de Tusnad. En 1474, le roi de Hongrie Matthias Corvin donne le droit à l'évêque de Transylvanie de bâtir en ces lieux un château de défense en bois mais, après la prise de la ville par les Tatars en 1566, l'évêque obtient le droit de construire un château de pierre.
La commune, qui appartenait au royaume de Hongrie, faisait partie de la principauté de Transylvanie et elle en a donc suivi l'histoire.
Au XVIIIe siècle, la ville subit une épidémie de peste qui fait périr de nombreux habitants. Dès les années 1740-1750, des immigrés souabes s'installent à Tășnad.
Après le compromis de 1867 entre Autrichiens et Hongrois de l'empire d'Autriche, la principauté de Transylvanie disparaît et, en 1876, le royaume de Hongrie est partagé en comitats. Tășnad intègre le comitat de Szatmár (Szatmár vármegye).
À la fin de la Première Guerre mondiale, l'Empire austro-hongrois disparaît et la commune rejoint la Grande Roumanie au traité de Trianon.
En 1940, à la suite du deuxième arbitrage de Vienne, elle est annexée par la Hongrie jusqu'en 1944, période durant laquelle sa communauté juive est pratiquement exterminée par les nazis. Elle réintègre la Roumanie après la Seconde Guerre mondiale au traité de Paris en 1947, ce sont alors les habitants souabes qui sont déportés vers la Sibérie.
De 1926 à 1948, Tășnad est intégrée au județ de Sălaj dont elle est d'ailleurs un chef-lieu d'arrondissement (plașa). Entre 1948 et 1968, elle fait partie de la région de Maramureș. Ce n'est qu'en 1968 qu'elle réintègre le județ de Satu Mare, en même temps qu'elle obtient le statut de ville.

## Politique
| Parti | Parti                                      | Sièges |
| ----- | ------------------------------------------ | ------ |
|       | Union démocrate magyare de Roumanie (UDMR) | 4      |
|       | Pro Romania (PRO)                          | 4      |
|       | Parti national libéral (PNL)               | 3      |
|       | Parti social-démocrate (PSD)               | 2      |
|       | Re:Start România                           | 1      |
|       | Indépendant                                | 1      |

## Démographie
En 1910, à l'époque austro-hongroise, la commune comptait 5 444 Hongrois (71,60 %), 2 020 Roumains (26,57 %) et 32 Allemands (0,42 %).
En 1930, on dénombrait 3 338 Hongrois (43,14 %), 3 002 Roumains (38,80 %), 826 Juifs (10,67 %), 275 Roms (3,55 %), 142 Allemands (1,84 %) et 15 Slovaques (0,19 %).
En 1956, après la Seconde Guerre mondiale, 4 115 Hongrois (49,99 %) côtoyaient 3 911 Roumains (47,52 %), 97 Juifs (1,18 %), 54 Roms (0,66 %) et 45 Ukrainiens (0,55 %) .
En 2002, la commune comptait 5 021 Roumains (53,69 %), 3 580 Hongrois (37,57 %), 840 Roms (8,81 %), 71 Allemands (0,74 %) et 11 Ukrainiens (0,11 %). On comptait à cette date 2 871 ménages et 3 528 logements.
| 1850  | 1880  | 1890  | 1900  | 1910  | 1920  | 1930  | 1941  | 1956  |
| ----- | ----- | ----- | ----- | ----- | ----- | ----- | ----- | ----- |
| 5 213 | 5 185 | 5 684 | 6 636 | 7 603 | 7 551 | 7 737 | 8 124 | 8 231 |

| 1966  | 1977  | 1992   | 2002  | 2011  | - | - | - | - |
| ----- | ----- | ------ | ----- | ----- | - | - | - | - |
| 8 859 | 9 934 | 10 399 | 9 528 | 8 631 | - | - | - | - |

En 2002, la composition religieuse de la commune était la suivante :
- Chrétiens orthodoxes, 51,41 % ;
- Réformés, 25,18 % ;
- Catholiques romains, 19,10 % ;
- Grecs-Catholiques, 2,98 % ;
- Baptistes, 0,27 %.

## Économie
L'économie de la commune repose sur l'agriculture, la petite industrie (constructions métalliques), le commerce et les services. La ville joue un rôle touristique important avec sa station thermale située à 2 km du centre, réputée pour ses eaux chaudes (72 °C) et ses piscines et camps de vacances.

## Communications

### Routes
Tășnad est situé sur la route nationale DN1F (E81) qui la relie à Carei et la Hongrie vers le nord-ouest et Zalău et à Cluj-Napoca au sud-est.

### Voies ferrées
Tășnad est desservie par la ligne Carei-Sărmășag-Zalău des Chemins de fer roumains).

## Lieux et monuments
- Tășnad, station thermale et de vacances.

- Tășnad, musée municipal (Muzeul Orășenec), installé en 1978 dans une ancienne demeure noble qui présente l'histoire locale.

- Tășnad, église réformée construite en 1476 dans le style du gothique tardif, restructurée en 1776 dans le style baroque. Le clocher date des années 1814-1821[6].

- Tășnad, église catholique datant de 1903.

- Sărăud, église orthodoxe Sf. Grigore Teologul datant de 1777[7].

- Cig, église orthodoxe datant de 1885[7].

## Jumelages
- Nagykálló (Hongrie)